# Міяко Харумі
Харумі Міяко (яп. 都 はるみ), уроджена Харумі Кітамура (яп. 北村 春美, нар. 22 лютого 1948, Кіото) — японська співачка жанру енка, регулярна учасниця престижного в Японії та інших країнах Східної та Південно-Східної Азії новорічного вокального конкурсу «Кохаку ута гассен» (брала участь в основній програмі 29 з 67 випусків), також знялася як виконавиця в декількох фільмах.